# Кугеське сільське поселення
Куге́ське сільське поселення (рос. Кугесьское сельское поселение) — муніципальне утворення у складі Чебоксарського району Чувашії, Росія. Адміністративний центр та єдиний населений пункт — селище міського типу Кугесі.

## Населення
Населення — 13280 осіб (2019, 11917 у 2010, 11658 у 2002).